# Chlorophytum sphacelatum
Chlorophytum sphacelatum är en sparrisväxtart som först beskrevs av John Gilbert Baker, och fick sitt nu gällande namn av Shakkie Kativu. Chlorophytum sphacelatum ingår i släktet ampelliljor, och familjen sparrisväxter.

## Underarter
Arten delas in i följande underarter:
- C. s. hockii
- C. s. latifolium
- C. s. sphacelatum